# Roberto De Simone

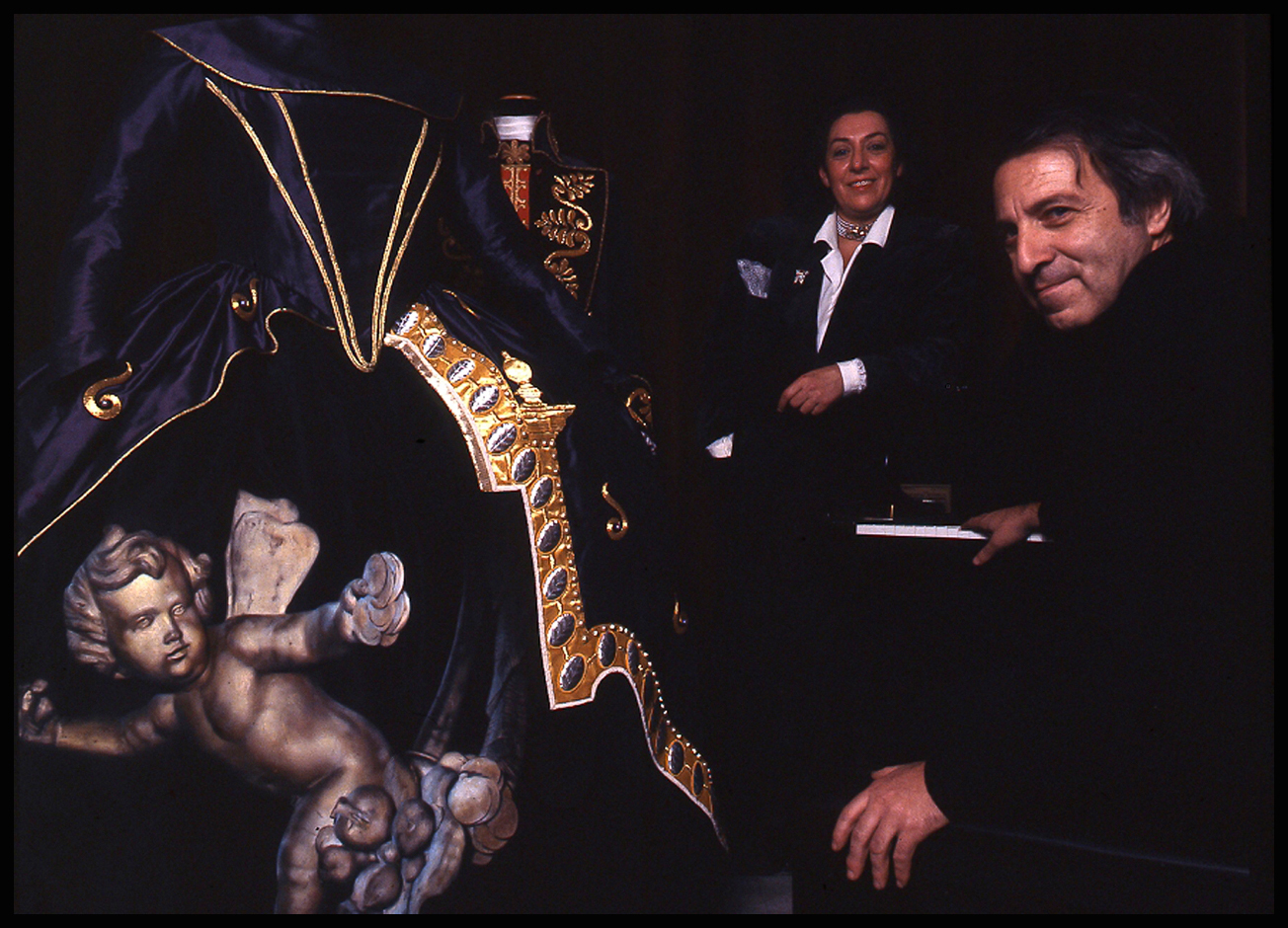
Roberto De Simone und Odette Nicoletti (1989)

Roberto De Simone (* 25. August 1933 in Neapel; † 6. April 2025 ebenda) war ein italienischer Komponist, Theatermann, Autor, Opernregisseur, Musikwissenschaftler, Mythologe und Ethnologe.

## Leben
Von 1981 bis 1987 war De Simone künstlerischer Leiter des Teatro di San Carlo und von 1995 bis 2000 Direktor des Conservatorio San Pietro a Majella seiner Heimatstadt Neapel.
De Simone, der im Ausland hauptsächlich als Opernregisseur ein Begriff ist (Don Giovanni in Wien, Macbeth in München, Nabucco in Mailand, Cenerentola in Houston etc.), war in Italien eine bekannte und kontroverse Persönlichkeit der zeitgenössischen Kulturlandschaft. Bereits in den 1970er Jahren erlangte die von ihm geleitete Nuova Compagnia di Canto Popolare (NCCP) Weltruhm mit ihrer Neubearbeitung traditioneller Musik Süditaliens. De Simones Orientierung hin zum Musiktheater fand damals ihren stärksten Ausdruck in der Produktion La gatta Cenerentola, die unter Beteiligung der NCCP 1976 beim Festival dei Due Mondi in Spoleto uraufgeführt wurde und legendären Ruf erlangte. Ab den frühen 80er Jahren arbeitete De Simone – insbesondere für Musiktheater-Produktionen – regelmäßig mit der neapolitanischen Theater- und Musikgruppe Media Aetas und deren Gründer und Leiter Virgilio Villani zusammen. Dessen Tod im Jahre 2003, im Alter von 54 Jahren, bedeutete das Ende dieser symbiotischen Partnerschaft, da Villani eine prägende Rolle im Umsetzen der Werke De Simones für die Bühne gespielt hatte. De Simone trennte sich 2004 von Media Aetas und arbeitete seitdem mit wechselnden Ensembles.
De Simone komponierte auch Filmmusiken, u. a. zu Quanto è bello lu murire acciso (1975) und Fontamara (1980).

## Werke (Auswahl)

### Musiktheater
- La Gatta Cenerentola 1976
- Mistero Napoletano 1977
- La Cantata dei Pastori
- L’Opera Buffa del Giovedì Santo 1980
- L’Opera dei Centosedici
- Mistero e Processo di Giovanna d’Arco 1989

### Weitere Musikwerke
- Messa di Requiem in memoria di Pier Paolo Pasolini 1985
- Populorum Progressio
- Cantata per Masaniello
- Da Dioniso ad Apollo
- Li Turchi viaggiano

### Bücher
- Chi è devoto: feste popolari in Campania. Ed. Scientifiche Italiane, Napoli 1974
- Il Segno di Virgilio. Sezione Ed. Puteoli, Pozzuoli 1982
- Fiabe Campane. (Hrsg), Bd. 1/2. Einaudi, Torino 1994
- Il Cunto de li cunti. Nella riscrittura di Roberto de Simone. Einaudi, Torino 2002
- Le guarattelle fra Pulcinella, Teresina e la Morte. Di Mauro, Napoli 2003